# Murex queenslandicus
Murex queenslandicus là một loài ốc biển cỡ lớn săn mồi, là động vật thân mềm chân bụng sống ở biển thuộc họ Muricidae, họ ốc gai.